# جيوفري ديفيز
جيوفري ديفيز (بالإنجليزية: Geoffrey Davies)‏ هو ممثل بريطاني، ولد في 15 ديسمبر 1942 في المملكة المتحدة.

## وصلات خارجية
- جيوفري ديفيز على موقع IMDb (الإنجليزية)
- جيوفري ديفيز على موقع ألو سيني (الفرنسية)
- جيوفري ديفيز على موقع أول موفي (الإنجليزية)
- جيوفري ديفيز على موقع قاعدة بيانات الفيلم (الإنجليزية)
- جيوفري ديفيز على موقع كينوبويسك (الروسية)